# Czerlona (stacja kolejowa)
Czerlona (biał. Чарлёна, ros. Черлёна) – stacja kolejowa w pobliżu miejscowości Czerlona, w rejonie mostowskim, w obwodzie grodzieńskim, na Białorusi.
Przed II wojną światową istniał w tym miejscu przystanek kolejowy o tej samej nazwie